# Meisenastrilde
Meisenastrilde (Nesocharis) sind eine Gattung aus der Familie der Prachtfinken. Die drei Arten dieser Gattung weisen alle eine graue und olivengelbe Gefiederfärbung mit schwarzer und weißer Zeichnung auf.
Meisenastrilde sind Baumbewohner, die spitze schwarze Schnäbel haben und ähnlich wie die ihnen eng verwandten Schwärzlinge vor allem von Insekten leben. Wie diese sind sie in Afrika beheimatet.

## Verbreitung
Innerhalb der Gattung der Meisenastrilde hat der Weißwangenastrild das größte Verbreitungsgebiet. Es reicht von Gambia in Westafrika durch Nigeria und Kamerun bis zum südlichen Sudan. Der Vogel ist außerdem in Uganda und im Norden Zaires anzutreffen. Der Halsbandastrild lebt dagegen nur im nordöstlichen Zaire bis Uganda und im Norden Burundis. Noch kleiner ist das Verbreitungsgebiet des Meisenastrilds, der im Hochland Kameruns vorkommt.

## Arten
- Weißwangenastrild (N. capistrata)
- Halsbandastrild (N. ansorgei)
- Meisenastrild (N. shelleyi)